# Arnljot (film)
Arnljot är en svensk dramafilm från 1927 i regi av Theodor Berthels.

## Om filmen
Filmen premiärvisades 10 januari 1927 i Sveasalongen, Östersund. Den spelades in i före detta Bonnierateljén på Kungsholmen i Stockholm, med exteriörer från Frösön och Mullfjället i Åre av Adrian Bjurman. Som förlaga hade man en roman av Wilhelm Peterson-Berger, som i sin tur utgjorde en bearbetning för talscenen 1906  av hans opera Arnljot, uruppförd på Kungliga Teatern i Stockholm 1910. För att dräkter, byggnader och rekvisita skulle bli historiskt korrekta engagerades Gustaf Hallström från Historiska museet som rådgivare.

## Handling
Efter fem år på vikingatåg i västerled återkommer Arnljot Sunvisson Gelline år 1025 till Jämtland och finner att hans älskade Gunhild Östmundsdotter svikit sitt löfte till honom och gift sig med Gudfast Grimson. Arnljot får veta att sveket beror på att Gudfast förtalat honom inför Gunhild, och vid tinget på Frösön dödar han sin rival. Därmed har Arnljot brutit mot tingsfreden och blir förklarad fredlös.
Arnljot flyr till fjällen och bygger en koja. Under en snöstorm ger han skydd åt en sameflicka, Vaino, som skickats ut av nåjden Ubma för att söka reda på den fredlöses vistelseort. Ubma har ont i sinnet och vill utröna var Arnljot gömt sin faders skatter, men Vaino förmår inte förråda sin välgörare utan stannar hos Arnljot som hans tjänarinna.
Arnljot får höra om kung Olav Haraldson som övergått till Vite Krists lära, och sänder med två män en hälsning och en gåva till honom. Även Gunhild har gripits av den nya läran och låtit sig kristnas. För sin tros skull måste hon fly från hembygden, och på sin flykt mot Norge går hon vilse och kommer till Arnljots koja. Han försöker återvinna hennes kärlek, men hon lämnar honom och vandrar vidare.
Arnljot vill i sin förtvivlan kasta sig mot sitt spjut men hindras av den trogna Vaino. I stället beslutar han sig för att sluta sig till Olav den heliges män. Han sänder Vaino tillbaka till hennes folk, beger sig till Norge, välkomnas av Olav och låter sig döpas. Som Olavs man förbereder sig Arnljot för att delta i slaget vid Stiklestad när han nås av sändebud från jämtarna som nu upphävt hans fredlöshet och bjuder honom kungavärdigheten. Men Arnljot stupar tillsammans med Olav i slaget. Han dör i armarna på Gunhild och hans lik förs över fjällen tillbaka till Frösön.

## Roller
- Hugo Björne – Arnljot Sunvisson
- Thora Östberg – Gunhild Östmundsdotter
- Greta Berthels – Vaino, lappflicka
- Theodor Berthels – Olav den helige
- Arthur Natorp – Ubma, lapparnas trollkarl
- Paul Seelig – Gudfast Grimson
- Valborg Hansson – Unn, Arnljots mor
- Henning Ohlsson – Sigurd i Slandrom
- Thure Holm – Östmund, Gunhilds far

## Musik i urval
Vid urpremiären i Östersund och vid premiären i Stockholm framfördes musik ur Peterson-Bergers opera Arnljot.

### Fotnoter
1. ↑  Peterson-Berger, Wilhelm (1906). Arnljot: handling i tre akter. Stockholm: Lundquist. Libris tczlzt3crgh5ptlg. https://urn.kb.se/resolve?urn=urn:nbn:se:kb:dig-9sl8lkqm44vxj69